# راتشیتسه (منطقه تربیچ)
راتشیتسه (به چکی: Račice) یک منطقهٔ مسکونی در جمهوری چک است که در منطقه تربیچ واقع شده‌است. راتشیتسه ۳٫۶۱ کیلومتر مربع مساحت و ۷۷ نفر جمعیت دارد و ۴۳۳ متر بالاتر از سطح دریا واقع شده‌است.